# 托马斯·奥尔松
托马斯·奥尔松（瑞典語：Thomas Ohlsson，1958年9月20日—），瑞典男子皮划艇运动员。他曾代表瑞典参加1980年和1984年夏季奥林匹克运动会皮划艇比赛，其中在1984年奥运会获得一枚银牌。